# Kabinet-Löfven II
Het kabinet-Löfven II (Zweeds: regeringen Löfven II) was het Zweeds kabinet van 21 januari 2019 tot 9 juli 2021 onder leiding van premier Stefan Löfven van de Sveriges Socialdemokratiska Arbetareparti (Socialdemokraterna). Het was een minderheidsregering van de sociaaldemocraten en de groenen van Miljöpartiet de Gröna die tot stand kwam na een moeizame regeringsvorming volgend op de Zweedse parlementsverkiezingen 2018. 
In 2021 verloor Löfven een motie van wantrouwen, ingediend door Vänsterpartiet en vervolgens ook door Sverigedemokraterna, na de bekendmaking van een hervorming van de huurbescherming. Het kabinet bleef demissionair aan van 28 juni tot 9 juli, wanneer een nieuwe regering werd gevormd rond Löfven.

## Kabinet–Löfven II (2019–2021)
| Ambtsbekleder                          | Ambtsbekleder       | Ambtsbekleder                          | Functie                                             | Ambtstermijn      | Ambtstermijn      | Partij |
| -------------------------------------- | ------------------- | -------------------------------------- | --------------------------------------------------- | ----------------- | ----------------- | ------ |
|                                        | Stefan Löfven       | Stefan Löfven (1957)                   | Premier                                             | 3 oktober 2014    | 30 november 2021  | SAP    |
|                                        | Margot Wallström    | Margot Wallström (1954)                | Vicepremier                                         | 3 oktober 2014    | 10 september 2019 | SAP    |
| Minister van Buitenlandse Zaken        | Margot Wallström    | Margot Wallström (1954)                |                                                     | 3 oktober 2014    | 10 september 2019 | SAP    |
|                                        | Morgan Johansson    | Morgan Johansson (1970)                | Vicepremier                                         | 10 september 2019 | 18 oktober 2022   | SAP    |
| Minister van Justitie                  | Morgan Johansson    | Morgan Johansson (1970)                | 3 oktober 2014                                      |                   | 18 oktober 2022   | SAP    |
| Minister voor Immigratie en Asielzaken | Morgan Johansson    | Morgan Johansson (1970)                | 21 januari 2019                                     | 30 november 2021  |                   | SAP    |
|                                        | Isabella Lövin      | Isabella Lövin (1963)                  | Vicepremier                                         | 25 mei 2016       | 5 februari 2021   | MP     |
| Minister van Milieu en Klimaat         | Isabella Lövin      | Isabella Lövin (1963)                  | 21 januari 2019                                     |                   | 5 februari 2021   | MP     |
|                                        | Per Bolund          | Per Bolund (1971)                      | Vicepremier                                         | 5 februari 2021   | 30 november 2021  | MP     |
| Minister van Milieu en Klimaat         | Per Bolund          | Per Bolund (1971)                      |                                                     | 5 februari 2021   | 30 november 2021  | MP     |
|                                        | Mikael Damberg      | Mikael Damberg (1971)                  | Minister van Binnenlandse Zaken                     | 21 januari 2019   | 30 november 2021  | SAP    |
|                                        | Magdalena Andersson | Magdalena Andersson (1957)             | Minister van Financiën                              | 3 oktober 2014    | 30 november 2021  | SAP    |
|                                        | Ibrahim Baylan      | Ibrahim Baylan (1972)                  | Minister van Economische Zaken                      | 21 januari 2019   | 30 november 2021  | SAP    |
|                                        | Peter Hultqvist     | Peter Hultqvist (1958)                 | Minister van Defensie                               | 3 oktober 2014    | 18 oktober 2022   | SAP    |
|                                        | Lena Hallengren     | Lena Hallengren (1973)                 | Minister van Volksgezondheid en Sociale Zaken       | 21 januari 2019   | 6 oktober 2022    | SAP    |
|                                        | Ylva Johansson      | Ylva Johansson (1964)                  | Minister van Arbeid                                 | 3 oktober 2014    | 10 september 2019 | SAP    |
|                                        | Eva Nordmark        | Eva Nordmark (1971)                    | Minister van Arbeid                                 | 10 september 2019 | 18 oktober 2022   | SAP    |
|                                        | Annika Strandhäll   | Annika Strandhäll (1975)               | Minister van Sociale Zekerheid en Welzijn           | 3 oktober 2014    | 1 oktober 2019    | SAP    |
|                                        | Ardalan Shekarabi   | Ardalan Shekarabi اردلان شکرآبی (1978) | Minister van Sociale Zekerheid en Welzijn           | 1 oktober 2019    | 18 oktober 2022   | SAP    |
|                                        | Anna Ekström        | Anna Ekström (1959)                    | Minister van Onderwijs                              | 21 januari 2019   | 18 oktober 2022   | SAP    |
|                                        | Matilda Ernkrans    | Matilda Ernkrans (1973)                | Minister van Hoger Onderwijs en Wetenschap          | 3 oktober 2014    | 30 november 2021  | SAP    |
|                                        | Tomas Eneroth       | Tomas Eneroth (1966)                   | Minister van Infrastructuur                         | 27 juli 2017      | 18 oktober 2022   | SAP    |
|                                        | Jennie Nilsson      | Jennie Nilsson (1972)                  | Minister van Landbouw                               | 21 januari 2019   | 30 juni 2021      | SAP    |
|                                        | Ibrahim Baylan      | Ibrahim Baylan (1972)                  | Minister van Landbouw                               | 30 juni 2021      | 30 november 2021  | SAP    |
|                                        | Per Bolund          | Per Bolund (1971)                      | Minister van Huisvesting en Stedelijke Ontwikkeling | 21 januari 2019   | 5 februari 2021   | MP     |
|                                        | Märta Stenevi       | Märta Stenevi (1976)                   | Minister van Huisvesting en Stedelijke Ontwikkeling | 5 februari 2021   | 30 november 2021  | MP     |
| Minister voor Gelijkheid               | Märta Stenevi       | Märta Stenevi (1976)                   | MP                                                  | 5 februari 2021   | 30 november 2021  |        |
|                                        | Anders Ygeman       | Anders Ygeman (1970)                   | Minister van Energie                                | 21 januari 2019   | 30 november 2021  | SAP    |
| Minister voor Digitale Ontwikkeling    | Anders Ygeman       | Anders Ygeman (1970)                   |                                                     | 21 januari 2019   | 30 november 2021  | SAP    |
|                                        | Amanda Lind         | Amanda Lind (1980)                     | Minister van Cultuur en Sport                       | 21 januari 2019   | 30 november 2021  | MP     |
|                                        | Åsa Lindhagen       | Åsa Lindhagen (1980)                   | Minister voor Gelijkheid                            | 21 januari 2019   | 5 februari 2021   | MP     |
|                                        | Ardalan Shekarabi   | Ardalan Shekarabi اردلان شکرآبی (1978) | Minister voor Openbaar Bestuur                      | 3 oktober 2014    | 1 oktober 2019    | SAP    |
|                                        | Lena Micko          | Lena Micko (1955)                      | Minister voor Openbaar Bestuur                      | 1 oktober 2019    | 30 november 2021  | SAP    |
|                                        | Per Bolund          | Per Bolund (1971)                      | Minister voor Financiële Markten                    | 3 oktober 2014    | 5 februari 2021   | MP     |
| Onderminister voor Financiën           | Per Bolund          | Per Bolund (1971)                      |                                                     | 3 oktober 2014    | 5 februari 2021   | MP     |
|                                        | Åsa Lindhagen       | Åsa Lindhagen (1980)                   | Minister voor Financiële Markten                    | 5 februari 2021   | 30 november 2021  | MP     |
| Onderminister voor Financiën           | Åsa Lindhagen       | Åsa Lindhagen (1980)                   |                                                     | 5 februari 2021   | 30 november 2021  | MP     |
|                                        | Hans Dahlgren       | Hans Dahlgren (1948)                   | Minister voor Europese Zaken                        | 21 januari 2019   | 18 oktober 2022   | SAP    |
|                                        | Peter Eriksson      | Peter Eriksson (1958)                  | Minister van Ontwikkelings- samenwerking            | 21 januari 2019   | 18 december 2020  | MP     |
|                                        | Isabella Lövin      | Isabella Lövin (1963)                  | Minister van Ontwikkelings- samenwerking            | 18 december 2020  | 5 februari 2021   | MP     |
|                                        | Per Olsson Fridh    | Per Olsson Fridh (1981)                | Minister van Ontwikkelings- samenwerking            | 5 februari 2021   | 30 november 2021  | MP     |